# Ajaan Suwat Suvaco
Ajaan Suwat Suvaco (ur. 29 sierpnia 1919 r., zm. 5 kwietnia 2002 r. w Buriram w Tajlandii) – buddyjski mnich, założyciel czterech klasztorów w zachodnich Stanach Zjednoczonych. 

## Życiorys
W wieku 20 lat został wyświęcony i dwa lub trzy lata później został uczniem Ajaan Funn Acaro. Pobierał także przez pewien czas nauki od Ajaana Muna.
Po śmierci Ajaana Funna w 1977 roku Ajaan Suwat pozostał w klasztorze, aby nadzorować królewskie uroczystości pogrzebowe swojego nauczyciela oraz budowę monumentu i muzeum ku chwale Ajaana Funna. W 1980 Ajaan Suwat przybył do USA, gdzie założył cztery swoje klasztory: jeden koło Seattle (stan Waszyngton) oraz dwa w okolicach Los Angeles i jeden na wzgórzach hrabstwa San Francisco (Metta Forest Monastery). Do Tajlandii powrócił w 1996 roku.